# Bat-Erdenijn Bjambadordż
Bat-Erdenijn Bjambadordż (mong. Бат-Эрдэнийн Бямбадорж; ur. 1996) – mongolski zapaśnik startujący w stylu wolnym. Zajął dziewiąte miejsce na mistrzostwach świata w 2023 roku. 
Piąty na mistrzostwach Azji w 2018. Szósty w Pucharze Świata w 2019. Trzeci na MŚ U-23 w 2019 roku.